# Jüdischer Friedhof (Büdingen)
Der Jüdische Friedhof Büdingen ist ein Friedhof in der Stadt Büdingen im Wetteraukreis in Hessen.
Der 1704 m² große jüdische Friedhof liegt unmittelbar am nördlichen Ortsausgang. Auf ihm befinden sich etwa 100 Gräber. Über die Zahl der Grabsteine gibt es keine Angaben. 

## Geschichte
In Büdingen bestand ein eigener jüdischer Friedhof seit dem Jahr 1839. Ab 1852 wurden auch die Toten der Gemeinde Bindsachsen in Büdingen beigesetzt. 